# Лозан (Шпишић Буковица)
Лозан је насељено место у саставу општине Шпишић Буковица у Вировитичко-подравској жупанији, Република Хрватска.

## Историја
До територијалне реорганизације у Хрватској налазио се у саставу старе општине Вировитица.

## Становништво
На попису становништва 2011. године, Лозан је имао 440 становника.

## Попис1991.
На попису становништва 1991. године, насељено место Лозан је имало 559 становника, следећег националног састава:
| Попис 1991.‍ | Попис 1991.‍ | Попис 1991.‍ | Попис 1991.‍ | Попис 1991.‍ |
| ----------- | ----------- | ----------- | ----------- | ----------- |
|             |             |             |             |             |
| Хрвати      | Хрвати      |             | 552         | 98,74%      |
| Мађари      | Мађари      |             | 2           | 0,35%       |
| Срби        | Срби        |             | 2           | 0,35%       |
| Италијани   | Италијани   |             | 1           | 0,17%       |
| Југословени | Југословени |             | 1           | 0,17%       |
| непознато   | непознато   |             | 1           | 0,17%       |
| укупно: 559 |             |             |             |             |